# Henry Albert Tandberg
Henry Albert Tandberg, född 1871 i Chicago, USA, död 1959, officer i Frälsningsarmén i Norge, sångförfattare och tonsättare.
Fadern omkom i den stora Chicagobranden 1871. 1873 flyttade han och hans mor tillbaka till hennes hemland Norge. Tandberg blev 1889
officer i Frälsningsarmén i Norge och verkade bland annat som fältsekreterare, ungdomssekreterare och chefredaktör för FA:s publikationer.

## Sånger
- Då solen sjönk i västerled (Nr 17 i Frälsningsarméns sångbok 1968)
- Guds kämpe, håll ut, till dess seger du fått (Nr 345 i Frälsningsarméns sångbok 1990)  eller
- Guds kämpe, håll ut, till dess seger du får (Nr 636 i FA 1968)
- I dag finns nåd, mer värd än guld (Nr 345 i FA 1990)
- Jag seglar fram över livets hav (Nr 393 i FA 1968)
- Jesus söker alla (Nr 57 i FA 1968)
- Kom, du arma själ som lider (Nr 61 i FA 1968)
- Ljuvlig viloplats jag har (Nr 400 i FA 1968)
- O Herre, till vem skulle vi då gå hän (Nr 414 i FA 1968)
- Se, från Guds tron så skinande klar (Nr 86 i FA 1968) text & musik